# Ейдріан Сер'ю
Ейдріан Сер'ю (англ. Adrian Serioux, нар. 12 травня 1979, Скарборо) — канадський футболіст, що грав на позиції захисника. Відомий за виступами в низці клубів Major League Soccer, а також національну збірну Канади. Чемпіон Канади.

## Клубна кар'єра
У професійному футболі дебютував 1999 року виступами за команду «Торонто Лінкс», в якій грав до 2004 року, взявши участь у 116 матчах чемпіонату. У 2004 році Сер'ю перейшов до англійського клубу «Міллволл», у якому грав до 2005 року. На початку 2006 року футболіст перейшов до клубу Major League Soccer «Нью-Йорк Ред Буллз», а в другій половині року грав у іншому клубі ліги «Х'юстон Динамо».
У 2007 році канадський захисник перейшов до клубу Major League Soccer «Даллас», у складі якого грав до 2009 року. У 2009 році Сер'ю перейшов до канадського клубу Major League Soccer «Торонто», у складі якого цього року став чемпіоном Канади. У 2010 році футболіст знову став гравцем клубу «Х'юстон Динамо», і в кінці року завершив виступи на футбольних полях.

## Виступи за збірну
У 2004 році Ейдріан Сер'ю дебютував у складі національної збірної Канади. У складі збірної був учасником розіграшу Золотого кубка КОНКАКАФ 2005 року. Загалом протягом кар'єри в національній команді, в якій грав до 2008 року, провів у її формі 19 матчів, забивши один гол.

## Титули і досягнення
- Чемпіон Канади (1):

«Торонто»: 2009